# مارالوودکا
مارالوودکا (به لاتین: Maralovodka) یک منطقهٔ مسکونی در روسیه است که در جمهوری آلتای واقع شده‌است.